# Catastrophe
Catastrophe ist eine britische Sitcom, die ab dem 19. Januar 2015 auf Channel 4 ausgestrahlt wurde. In Deutschland wurden die ersten drei Staffeln am 4. August 2017 bei Prime Video veröffentlicht.

## Handlung
Während einer Geschäftsreise lernt der amerikanische Werbefachmann Rob Norris (Rob Delaney) die Lehrerin Sharon Morris (Sharon Horgan) in einer Londoner Bar kennen. Der alleinstehende Rob, der seine Alkoholsucht hinter sich gelassen hat, stürzt sich in eine mehrtägige Affäre mit der leicht angetüterten, ebenso ungebundenen Sharon. Erst in seiner Heimat Boston erfährt Rob einen Monat später, dass Sharon schwanger ist. Zurück in England beschließt Rob, mit Sharon zusammenzuziehen und sie bei ihrer Schwangerschaft zu unterstützen. Leider gestaltet sich das erneute Kennenlernen für beide schwieriger als gedacht und scheint in einer Katastrophe zu enden.

## Produktion
Nachdem das Drehbuch von der BBC abgelehnt worden war, fand Catastrophe im Mai 2014 beim britischen Privatsender Channel 4 ein Zuhause, der die sechsteilige erste Staffel beauftragte. Die Titelmusik stammt vom englischen Filmkomponisten Oli Julian.
Im Januar 2015 wurde eine zweite Staffel von Channel 4 in Produktion gegeben, die im Oktober 2015 ausgestrahlt wurde. Die dritte Staffel erschien im Februar 2017, die vierte und letzte Staffel im Januar 2019.
Rob Delaney und Sharon Horgan sind nicht nur die Hauptdarsteller der Serie. Sie haben die Serie erdacht, schrieben die Drehbücher und dienten zudem als Produzenten. Die amerikanische Schauspielerin Carrie Fisher, die Robs hitzige Mutter Mia Norris verkörperte, hatte in Catastrophe ihre letzte Serienrolle. Sie verstarb im Dezember 2016 an den Folgen eines Herzinfarkts, kurz nach Beendigung der Dreharbeiten der dritten Staffel. Im Staffelfinale wurde sie im Abspann mit einem Foto gewürdigt.

## Besetzung und Synchronisation
Die deutsche Synchronfassung wurde hergestellt bei splendid synchron GmbH unter der Dialogregie von Kim Hasper.

### Haupt- und Nebenbesetzung
| Rollenname    | Schauspieler    | Hauptrolle | Nebenrolle                   | Synchrondarsteller |
| ------------- | --------------- | ---------- | ---------------------------- | ------------------ |
| Sharon Morris | Sharon Horgan   | 1.01–4.06  |                              | Bianca Krahl       |
| Rob Norris    | Rob Delaney     | 1.01–4.06  |                              | Peter Flechtner    |
| Fran          | Ashley Jensen   |            | 1.01–4.05                    | Vera Teltz         |
| Chris         | Mark Bonnar     |            | 1.01–4.05                    | Torsten Michaelis  |
| Mia Norris    | Carrie Fisher   |            | 1.02, 1.05, 2.01, 2.06, 3.06 | Susanna Bonasewicz |
| Fergal Morris | Jonathan Forbes |            | 1.02–4.04                    | Marius Clarén      |
| Dave          | Daniel Lapaine  |            | 1.02–4.05                    | Tim Knauer         |
| Dr. Harries   | Tobias Menzies  |            | 1.02, 1.04, 2.03, 3.04, 4.03 | Jaron Löwenberg    |
| Melissa       | Sarah Niles     |            | 1.02–4.05                    | Victoria Sturm     |
| Mallandra     | Marta Barrio    |            | 1.02–                        | Nurcan Özdemir     |

## Episodenliste

### Staffel 1
| Nr. (ges.) | Nr. (St.) | Deutscher Titel | Originaltitel | Erstausstrahlung UK | Deutschsprachige Erstausstrahlung (D) | Regie      | Drehbuch                    |
| ---------- | --------- | --------------- | ------------- | ------------------- | ------------------------------------- | ---------- | --------------------------- |
| 1          | 1         | Folge 1         | Episode 1     | 19. Jan. 2015       | 4. Aug. 2017                          | Ben Taylor | Rob Delaney & Sharon Horgan |
| 2          | 2         | Folge 2         | Episode 2     | 26. Jan. 2015       | 4. Aug. 2017                          | Ben Taylor | Rob Delaney & Sharon Horgan |
| 3          | 3         | Folge 3         | Episode 3     | 2. Feb. 2015        | 4. Aug. 2017                          | Ben Taylor | Rob Delaney & Sharon Horgan |
| 4          | 4         | Folge 4         | Episode 4     | 9. Feb. 2015        | 4. Aug. 2017                          | Ben Taylor | Rob Delaney & Sharon Horgan |
| 5          | 5         | Folge 5         | Episode 5     | 16. Feb. 2015       | 4. Aug. 2017                          | Ben Taylor | Rob Delaney & Sharon Horgan |
| 6          | 6         | Folge 6         | Episode 6     | 23. Feb. 2015       | 4. Aug. 2017                          | Ben Taylor | Rob Delaney & Sharon Horgan |

### Staffel 2
| Nr. (ges.) | Nr. (St.) | Deutscher Titel | Originaltitel | Erstausstrahlung UK | Deutschsprachige Erstausstrahlung (D) | Regie      | Drehbuch                    |
| ---------- | --------- | --------------- | ------------- | ------------------- | ------------------------------------- | ---------- | --------------------------- |
| 7          | 1         | Folge 1         | Episode 1     | 27. Okt. 2015       | 4. Aug. 2017                          | Ben Taylor | Rob Delaney & Sharon Horgan |
| 8          | 2         | Folge 2         | Episode 2     | 3. Nov. 2015        | 4. Aug. 2017                          | Ben Taylor | Rob Delaney & Sharon Horgan |
| 9          | 3         | Folge 3         | Episode 3     | 10. Nov. 2015       | 4. Aug. 2017                          | Ben Taylor | Rob Delaney & Sharon Horgan |
| 10         | 4         | Folge 4         | Episode 4     | 17. Nov. 2015       | 4. Aug. 2017                          | Ben Taylor | Rob Delaney & Sharon Horgan |
| 11         | 5         | Folge 5         | Episode 5     | 24. Nov. 2015       | 4. Aug. 2017                          | Ben Taylor | Rob Delaney & Sharon Horgan |
| 12         | 6         | Folge 6         | Episode 6     | 1. Dez. 2015        | 4. Aug. 2017                          | Ben Taylor | Rob Delaney & Sharon Horgan |

### Staffel 3
| Nr. (ges.) | Nr. (St.) | Deutscher Titel | Originaltitel | Erstausstrahlung UK | Deutschsprachige Erstausstrahlung (D) | Regie      | Drehbuch                    |
| ---------- | --------- | --------------- | ------------- | ------------------- | ------------------------------------- | ---------- | --------------------------- |
| 13         | 1         | Folge 1         | Episode 1     | 28. Feb. 2017       | 4. Aug. 2017                          | Ben Taylor | Rob Delaney & Sharon Horgan |
| 14         | 2         | Folge 2         | Episode 2     | 7. März 2017        | 4. Aug. 2017                          | Ben Taylor | Rob Delaney & Sharon Horgan |
| 15         | 3         | Folge 3         | Episode 3     | 14. März 2017       | 4. Aug. 2017                          | Ben Taylor | Rob Delaney & Sharon Horgan |
| 16         | 4         | Folge 4         | Episode 4     | 21. März 2017       | 4. Aug. 2017                          | Ben Taylor | Rob Delaney & Sharon Horgan |
| 17         | 5         | Folge 5         | Episode 5     | 28. März 2017       | 4. Aug. 2017                          | Ben Taylor | Rob Delaney & Sharon Horgan |
| 18         | 6         | Folge 6         | Episode 6     | 4. Apr. 2017        | 4. Aug. 2017                          | Ben Taylor | Rob Delaney & Sharon Horgan |

### Staffel 4
| Nr. (ges.) | Nr. (St.) | Deutscher Titel | Originaltitel | Erstausstrahlung UK | Deutschsprachige Erstausstrahlung (D) | Regie        | Drehbuch                    |
| ---------- | --------- | --------------- | ------------- | ------------------- | ------------------------------------- | ------------ | --------------------------- |
| 19         | 1         | Folge 1         | Episode 1     | 8. Jan. 2019        | 15. März 2019                         | Jim O’Hanlon | Rob Delaney & Sharon Horgan |
| 20         | 2         | Folge 2         | Episode 2     | 15. Jan. 2019       | 15. März 2019                         | Jim O’Hanlon | Rob Delaney & Sharon Horgan |
| 21         | 3         | Folge 3         | Episode 3     | 22. Jan. 2019       | 15. März 2019                         | Jim O’Hanlon | Rob Delaney & Sharon Horgan |
| 22         | 4         | Folge 4         | Episode 4     | 29. Jan. 2019       | 15. März 2019                         | Jim O’Hanlon | Rob Delaney & Sharon Horgan |
| 23         | 5         | Folge 5         | Episode 5     | 5. Feb. 2019        | 15. März 2019                         | Jim O’Hanlon | Rob Delaney & Sharon Horgan |
| 24         | 6         | Folge 6         | Episode 6     | 12. Feb. 2019       | 15. März 2019                         | Jim O’Hanlon | Rob Delaney & Sharon Horgan |

## Rezeption

### Kritiken
„Eine unromantischere Romanze hat man selten gesehen. Auch nicht eine Komödie, deren Dialoge vor Zynismus nur so strotzen, aber nicht zu einem bloßen Pointen-Feuerwerk verkommen. Und auch nicht ein Drama, das sehr wohl zu Herzen geht, weil es nicht kitschig ist, die zu bewältigenden Katastrophen realistisch sind und man den Figuren die Konfliktbewältigung in jeder Wendung abnimmt. Das ist Erwachsenenfernsehen, das sich nicht gleich zu dem Anspruch versteigt, ein Generationenbild abzugeben, sondern einfach die Geschichte erzählt, wie zwei zueinanderfinden – oder auch nicht.“

### Auszeichnungen und Nominierungen (Auswahl)

#### British Academy Scotland Awards
- 2015: Nominiert in der Kategorie Best Actor in Television – Mark Bonnar
- 2016: Nominiert in der Kategorie Best Actress in Television – Ashley Jensen

#### Critics’ Choice Television Awards
- 2016: Nominiert in der Kategorie Beste Comedyserie

#### British Academy Television Awards
- 2016: Nominiert in der Kategorie Best Female Comedy Performance – Sharon Horgan

#### Primetime-Emmy-Verleihung
- 2016: Nominiert in der Kategorie Outstanding Writing for a Comedy Series – „Episode 1“, Rob Delaney und Sharon Horgan
- 2017: Nominiert in der Kategorie Outstanding Guest Actress in a Comedy Series – Carrie Fisher (Postum)

#### Satellite Awards
- 2016: Nominiert in der Kategorie Bester Darsteller in einer Serie (Komödie/Musical) – Rob Delaney
- 2016: Nominiert in der Kategorie Beste Darstellerin in einer Serie (Komödie/Musical) – Sharon Horgan